# Майка (рід)
Рід жуків майка, або олійниця, маївка (лат. Meloe) — це велика, широко поширена група, яку зазвичай називають масляними жуками. Вони відомі як «масляні жуки», тому що вони вивільняють жирові крапельки гемолімфи зі своїх суглобів коли перебуває у стані тривоги; він містить кантаридин, отруйну хімічну речовину, що викликає пухирі шкіри та хворобливі набряки. Представники цього роду, як правило, не літають, без функціональних крил та вкороченими надкрилами.
Як і в інших представників родини, вони є гіперметаморфними, проходять через кілька личинкових стадій, перша з яких, як правило, є мобільним трингуліном, який знаходить і приєднується до хазяїна, щоб отримати доступ до його потомства. У цьому роді хазяїном є бджола, і кожен вид Майки може нападати лише на один вид або рід бджіл; хоча іноді вважають паразитоїдами, виявляється, що в цілому личинка Майки споживає личинку бджоли разом із її поживними запасами, часто може виживати тільки на запасах бджіл.

## Види
Впорядковані за алфавітом.
- Meloe afer Бланд, 1864
- Meloe ajax Пінто, 1998
- Meloe aleuticus Бошман, 1942
- Meloe americanus Ліч, 1815
- Meloe angusticollis Сей, 1824 – Короткокрилий пухирчастий жук
- Meloe barbarus Леконте, 1861
- Meloe bitoricollis Пінто і Селандер, 1970
- Meloe brevicollis Панцер, 1793 – Козирчастий жук
- Meloe californicus Ван Дайк, 1928
- Meloe campanicollis Пінто і Селандер, 1970
- Meloe carbonaceus Леконте, 1866
- Meloe dianella Пінто і Селандер, 1970
- Meloe dugesi Чемпіон, 1891
- Meloe exiguus Пінто і Селандер, 1970
- Meloe franciscanus Ван Дайк, 1928
- Meloe gracilicornis Чемпіон, 1891
- Meloe impressus Кірбі, 1837
- Meloe laevis Ліч, 1815 – Олійний жук
- Meloe nebulosus Чемпіон, 1891
- Meloe niger Кірбі, 1837
- Meloe occultus Пінто і Селандер, 1970
- Meloe paropacus Діллон, 1952
- Meloe proscarabaeus Лінней, 1758 - Чорний олійний жук
- Meloe quadricollis Ван Дайк, 1928
- Meloe rugosus Маршам, 1802 - Міцний масляний жук
- Meloe strigulosus Маннергейм, 1852
- Meloe tropicus Моцшульський, 1856
- Meloe quadricollis Ван Дайк, 1928
- Meloe vandykei Пінто і Селандер, 1970
- Meloe variegatus Донован, 1793
- Meloe violaceus Маршам, 1802